# Кальбіндін
CALB1 (англ. Calbindin 1) – білок, який кодується однойменним геном, розташованим у людей на 8-й хромосомі. Довжина поліпептидного ланцюга білка становить 261 амінокислот, а молекулярна маса — 30 025.
| 10         |  | 20         |  | 30         |  | 40         |  | 50         |
| ---------- |  | ---------- |  | ---------- |  | ---------- |  | ---------- |
| MAESHLQSSL |  | ITASQFFEIW |  | LHFDADGSGY |  | LEGKELQNLI |  | QELQQARKKA |
| GLELSPEMKT |  | FVDQYGQRDD |  | GKIGIVELAH |  | VLPTEENFLL |  | LFRCQQLKSC |
| EEFMKTWRKY |  | DTDHSGFIET |  | EELKNFLKDL |  | LEKANKTVDD |  | TKLAEYTDLM |
| LKLFDSNNDG |  | KLELTEMARL |  | LPVQENFLLK |  | FQGIKMCGKE |  | FNKAFELYDQ |
| DGNGYIDENE |  | LDALLKDLCE |  | KNKQDLDINN |  | ITTYKKNIMA |  | LSDGGKLYRT |
| DLALILCAGD |  | N          |  |            |  |            |  |            |

A: Аланін

C: Цистеїн

D: Аспарагінова кислота

E: Глутамінова кислота

F: Фенілаланін

G: Гліцин

H: Гістидин

I: Ізолейцин

K: Лізин

L: Лейцин

M: Метіонін

N: Аспарагін

P: Пролін

Q: Глутамін

R: Аргінін

S: Серин

T: Треонін

V: Валін

W: Триптофан

Задіяний у таких біологічних процесах, як ацетилювання, альтернативний сплайсинг. 
Білок має сайт для зв'язування з іонами металів, іоном кальцію, вітаміном D.